# Lethal Company
Lethal Company est un jeu vidéo d'horreur indépendant coopératif actuellement en accès anticipé depuis le 23 octobre 2023 sur Windows. Il est développé et auto-édité par un seul développeur, Zeekerss.
Le jeu mélange exploration, survival horror et stratégie, dans une dystopie post-apocalyptique rétrofuturiste où les joueurs incarnent des travailleurs sous contrat pour la Compagnie.
La popularité du jeu explose à partir de la mi-novembre, ce qui fait de Lethal Company le meilleur lancement sur Steam de 2023,.

## Système de jeu
Lethal Company est un jeu d'horreur en vue à la première personne, axé sur la coopération. Le menu principal du jeu propose uniquement d'héberger une partie en ligne ou d'en rejoindre une (en plus des paramètres et des crédits).
Le jeu offre un équilibre entre risque et récompense, en mettant l'accent sur l'exploration par le scan des créatures découvertes, la survie et la stratégie en équipe. Il se caractérise par une atmosphère réaliste, où les personnages joueurs font face à des situations extrêmes. La communication des joueurs se base sur un chat vocal « spatialisé » ; ainsi, plus les joueurs s'éloignent les uns des autres, moins ils peuvent s'entendre, jusqu'à la perte totale de contact.
Au cours d'une partie, les joueurs sont chargés de collecter des objets sur des lieux abandonnées pour atteindre un quota fixé par la Compagnie en un temps imparti et sur plusieurs jours de collecte,. Les lieux sont remplis de créatures hostiles qui croissent suivant l'horaire et le type de lieu,. Lorsque tous les membres de l'équipe meurent, la mission est manquée et la date limite pour remplir à nouveau les objectifs de la Compagnie diminue. Enfin, si l'équipe ne parvient pas à récupérer les ressources demandées, alors la partie prend fin et les participants précipités dans l'espace.
Les bénéfices engendrés lors de la réussite d'une mission permettent de voyager vers de nouvelles lunes plus dangereuses mais mieux rémunérées. De plus, les joueurs peuvent acheter de l'équipement comme par exemple, une lampe torche ou un talkie-walkie afin d'augmenter leurs chances de survie.

## Développement
Lethal Company a été conçu avec le moteur de jeu Unity par un seul développeur connu sous le nom de Zeekerss, qui a notamment programmé pour Roblox.
Le jeu est sorti en accès anticipé payant le 23 octobre 2023 sur Steam, le développeur ayant prévu de le conserver dans cette phase durant six mois. De même, il ajoute que le jeu est « terminé » mais qu'il est « loin d'avoir atteint son plein potentiel ».

## Accueil
Lethal Company gagne rapidement en popularité lors de sa sortie en accès anticipé sur Windows. Selon Polygon, la diffusion du jeu explose à partir de la mi-novembre sur Twitch. En parallèle, il reçoit des critiques « extrêmement positives » sur la plate-forme Steam avec 97 % d'avis positif selon les avis de plus de 80 000 joueurs au 27 novembre 2023. À ce titre, Lethal Company effectue le meilleur lancement de 2023. Pour Jeuxvideo.com et GamesRadar+, le succès fulgurant du jeu rappelle celui d'Among Us et de Phasmophobia.

### Ventes
À la mi-novembre, le jeu s'est écoulé à plus de 640 000 exemplaires sur Steam.

### Distinctions
Lors des Steam Awards de 2023, le jeu est nommé dans les catégories « jeu de l'année » et « C'est mieux à plusieurs ».
| Année | Prix         | Catégorie               | Résultat   |
| ----- | ------------ | ----------------------- | ---------- |
| 2023  | Steam Awards | Jeu de l'année          | Nomination |
| 2023  | Steam Awards | C'est mieux à plusieurs | Lauréat    |

### Note
- (en) Cet article est partiellement ou en totalité issu de l’article de Wikipédia en anglais intitulé « Lethal Company » (voir la liste des auteurs).